# Lista de episódios de Kick Buttowski: Suburban Daredevil
Esta é uma lista de episódios da série de animação original Disney XD, Kick Buttowski: Suburban Daredevil.

## Resumo
| Temporada | Episódios | Estados Unidos          | Estados Unidos         | Brasil             | Brasil                  |
| Temporada | Episódios | Começo                  | Final                  | Começo             | Final                   |
| --------- | --------- | ----------------------- | ---------------------- | ------------------ | ----------------------- |
| 1         | 20        | 13 de Fevereiro de 2010 | 25 de Novembro de 2010 | 8 de Maio de 2010  | 25 de Fevereiro de 2011 |
| 2         | 26        | 30 de Abril de 2011     | 2 de Dezembro de 2012  | 3 de Junho de 2011 | 12 de Outubro de 2013   |

## Temporada 1: (2010)
| Episódio (série) / Episódio (temp.) | Título                                                                                                   | Exibição original       | Exibição no Brasil      |
| --- | --- | ----------------------- | ----------------------- |
| 1–1 | "O Penhasco da Morte / Esmagador" "Dead Man's Drop / Stumped"                                            | 13 de fevereiro de 2010 | 8 de maio de 2010       |
| O Penhasco da Morte: Quando as últimas manobras de Kick falham, ele se recusa a permitir que perca seu título de maior aventureiro do mundo. No entanto, quando Brad bloqueia Kick em seu quarto, ele e seu melhor amigo, Gunther, planejam seu plano de fuga. Esmagador: O ídolo de Kick, Billy Stumps, está na cidade para fazer uma acrobacia espetacular no "Monster Truck Extravaganza" com um vencedor do concurso. Com a ajuda do seu melhor amigo, Gunther, Kick deve encontrar a chave de ouro dentro de uma lata de Cheetahchug e ir para o estádio a tempo. Nota: Este é o episódio piloto da série. Pode ser visto no iTunes antes da TV. | |                         |                         |
| 2–2 | "Se Livros Matassem / Vamos Comer Nachos" "If Books Could Kill / There Will Be Nachos"                   | 13 de fevereiro de 2010 | 9 de maio de 2010       |
| Se Livros Matassem: Kick tem uma cópia autografada do livro do seu ídolo, Billy Stumps, que Gunther, por engano, o retorna para a biblioteca. Kick faz de tudo o que ele pode para recuperá-lo mesmo que a bibliotecária não coopere. Vamos Comer Nachos: Com os pais fora da cidade, Kick descobre que Brad irá dar uma festa em casa, na qual garotos baixos não estão autorizados a ir, que é o caso de Kick e Gunther. Mas isto não impede Kick de tentar entrar na festa para marcar alguns dos famosos "Nachos do Brad" e fazer um mergulho no molho. | |                         |                         |
| 3–3 | "O Pedaço mais Irado / Educação Militar" "Kicked Out / Kick the Habbit"                                  | 13 de fevereiro de 2010 | 15 de maio de 2010      |
| O Pedaço mais Irado: Kick realiza mais um truque perigoso e cai de um penhasco com Gunther, e os dois encontram um lugar que eles consideraram muito irado, mas parece que Brad e seus amigos também se interessam pelo lugar, e logo, o episódio se torna uma batalha de ver o grupo que ficará com o pedaço mais irado. Educação Militar: Vários personagens, como, a família de Kick, os vizinhos e outros, estavam preocupados com as manobras de Kick, por causarem muita confusão, e decidiram que Kick iria para ao Colégio Militar. Mas Kick faz um acordo: Ele irá ficar 24 horas sem fazer nenhuma manobra, e se ele conseguir, a ideia de mandá-lo para o reformatório será esquecida. | |                         |                         |
| 4–4 | "Nocaute / Nada de Cereal para Você" "Knocked Out / Not Without my Cereal"                               | 13 de fevereiro de 2010 | 16 de maio de 2010      |
| Nocaute: Kick se inscreve para um concurso de talentos, no qual ele iria de bicicleta, pegar impulso em uma rampa e saltar um reator núclear, mas Gunther, sem querer, o nocauteia. Nada de Cereal para Você: Kick, Brianna e sua mãe, vão ao supermercado, e logo, Kick encontra o cereal do Billy Stumps, seu maior ídolo. Kick promete ficar na fila do caixa e cuidar de sua irmã mais nova para poder ganhar o cereal, mas sua irmã, Brianna foge com a caixa de cereal e Kick deve recuperá-la, antes que sua mãe retorne ao caixa ou descubra. | |                         |                         |
| 5–5 | "Kickassauro Rex / Rango de Batalha" "Kickasaurus Wrecks / Battle for the 'Snax"                         | 13 de fevereiro de 2010 | 22 de maio de 2010      |
| Kickassauro Rex: Todo mundo da cidade acha Kick pequeno e ele é furioso. Um homem jovem oferece à Kick um pequeno trabalho de fazer o show de intervalo do jogo de futebol americano, mas assim que Kick descobre que teria de se vestir de camarão, resolve construir, junto de seu melhor amigo, Gunther, um dinossauro robótico gigante feito de carros, para provar que pode ser melhor do que aquilo. Mas logo, o dinossauro ganha consciência e Kick deve impedi-lo de destruir o estádio. Rango de Batalha: O restaurante dos pais de Gunther estava prestes a falir e eles teriam de voltar para o seu antigo país, mas Kick ajuda-os, tentando fazer shows enquanto os convidados comiam. Depois de várias tentativas sem sucesso, Kick resolve fazer diversas coisas para irritar as pessoas da cidade, trazendo-as até o restaurante.                         | |                         |                         |
| 6–6 | "Obsessão por Kick / Pescado del Diablo" "Obsession: For Kick / Flush and Release"                       | 13 de fevereiro de 2010 | 23 de maio de 2010      |
| Obsessão por Kick: Uma menina chamada Jackie, se muda para a rua de Kick. Logo o vê fazendo uma manobra e fica louca por ele. Gunther tenta mostrar para Kick que Jackie está maluca por ele e que eles deveriam se livrar dela, mas Kick não lhe dá ouvidos, até que Jackie começa a atrapalhá-lo em suas manobras. Peixe del Diablo: Kick, Gunther e Sr. Vinckle, navegam em um lago para caçar um enorme peixe, mais conhecido como "Peixe del Diablo", mas no final, Sr. Vinckle descobre que ele era seu antigo peixinho dourado. | |                         |                         |
| 7–7 | "Nevecalipse / O Chip é assim" "Snowpocalypses! / According to Chimp"                                    | 13 de fevereiro de 2010 | 29 de maio de 2010      |
| Nevecalipses: Chega finalmente um dia de neve, no qual não teria aula, e Kick, com seu melhor amigo, Gunther, fazem uma rampa de gelo no meio da rua, mas antes que pudessem testá-la, chega o ônibus de sua escola vindo buscá-los, pois Kendall, a representante da sala de Kick, pediu para seu pai forçar a escola a dar aula. Porém, o ônibus acaba subindo a rampa de dele e eles se perdem na neve. A missão de Kick, agora, é salvar todos os seus colegas, antes que seja tarde demais. O Chip é assim: Um chipanzé fugiu do zoológico e Kick acaba encontrando-o, fazendo-o de seu animal de estimação, mas ele não pode deixar que ninguém encontre-o. Logo, mais chipanzés do grupo fogem para procurar seu líder, que seria o que Kick encontrou. | |                         |                         |
| 8–8 | "Aula de Piano / O Triciclo" "Runaway Recital / Trike X-5"                                               | 13 de fevereiro de 2010 | 30 de maio de 2010      |
| Aula de Piano: O pai de Kick força-o a ficar em casa para a aula de piano. Assim que ele dá uma saída, Kick foge de casa, mas ainda sim com o piano, para cumprir sua promessa: Não sair do piano. E, no final, consegue aprender a tocar a música inteira e se divertir ao mesmo tempo. O Triciclo: Brianna, a irmã mais nova de Kick, rouba seu triciclo e o enfeita de glitter e outras coisas femininas, para poder participar de um concurso e conseguir ser a Miss Cor-de-Rosa, e na hora de se apresentar, ela segue as dicas do irmão e consegue ser a vencedora. | |                         |                         |
| 9–9 | "Kick, o Lutador / Blitz na Bilheteria" "Drop Kick / Box Office Blitz"                                   | 13 de fevereiro de 2010 | 5 de junho de 2010      |
| Kick, o Lutador: Cansado de ser intimidado por Brad, Kick decide treinar com um lutador ex-campeão. Mas quando ele descobre que seu novo Mentor de Bullying tem questões próprias, Kick deve provar a seu novo professor que todo perdedor consegue no final. Blitz na Bilheteria: Kick queria assistir seu filme favorito no Cinema Rock, Motocross de Zumbis, mas foi barrado pelo Pantzy que era gerente do cinema, ele tinha que acabar com Pantzy para ver o filme com Gunther. | |                         |                         |
| 10–10 | "Natureza Selvagem / Cuidando do Cachorro" "Those Who Camp, Do / Dog Gone"                               | 13 de fevereiro de 2010 | 6 de junho de 2010      |
| Natureza Selvagem: Kick está feliz por estar indo em uma viagem de uma noite de acampamento, uma vez que ele espera se tornar "um homem". No entanto, há um obstáculo, o "acampamento rústico", é muito civilizado para seu gosto. Depois disso, Kick e Brad têm um verdadeiro teste para ser concluído. Nota:Gunther não aparece neste episódio. Cuidando do Cachorro: Kick "apronta" mais uma com o cachorro Oskar. Então sua dona pede para ele tomar conta do Oskar enquanto ela e sua mãe vão jogar shuffleboard. Se neste tempo que sua mãe e ela irão jogar shuffleboard, ele "aprontasse" mais uma com o cachorro dela ele iria ter o "castigo eterno". | |                         |                         |
| 11–11 | "O Carro do Papai / O Tesouro de Dave, o Aventureiro" "Dad's Car / The Treasure of Dead Man Dave"        | 13 de fevereiro de 2010 | 12/12 'de junho de 2010 |
| Carro do Pai: Kick e Brad estão lavando o carro do seu pai, "Monique". Até que, acidentalmente, Kick faz um arranhão na porta do lado do passageiro. Enquanto ele tenta consertar o estrago que cometeu, Gunther, seu melhor amigo, deve manter Brad e o pai de Kick detidos, enquanto todos os três estão no hospital, devido a Brad ter tido um encontro com um enxame de abelhas furiosas. O Tesouro de Dave, o Aventureiro: O seu dia em relatório oral da classe Kick. Ele escolhe um dos seus heróis, Dave, o Aventureiro, como o tema de sua apresentação. Seu conto selvagem sobre buscar o skate perdido de Dave, é recebido com descrença, até mesmo da professora. Nota:No episódio o tesouro de dave o aventureiro Gunther está com um pano vermelho com bolinhas brancas na cabeça e mostrando o músculo exatamente como a cantora Pink em Raise Your Glass | |                         |                         |
| 12 | "Pelo Amor de Gunther / O Pai de Verdade" "For the Love of Gunther / Father From the Truth"              | 13 de fevereiro de 2010 | 13 de junho de 2010     |
| Pelo Amor de Gunther: Quando Gunther descobre que tem muito em comum com Jackie, ele é picado pelo "bichinho do amor", mas Jackie ainda não sabe que ele existe. Kick deve ajudar Gunther "ficar com a garota" quando tudo o que ela realmente "ama" é um homem audacioso. Pai da verdade: Kick teme ao dia de "Trazer seu pai para escola", pois seu pai não é "legal". Então ele pede ao Wade para ser seu "pai" por um dia mas seu pai de verdade acaba vendo que Kick tinha vergonha dele. No final, o pai de Kick faz uma bagunça no refeitório e escorregando na comida caida ao chão, faz várias manobras fazendo ele ser "legal". | |                         |                         |
| 13–13 | "Grande prêmio de Mellowbrook / Presente de maluco" "Mellowbrook Drift / Gift of Wacky"                  | 13 de fevereiro de 2010 | 19 de junho de 2010     |
| Grande prêmio de Mellowbrook: Kick desafia Ronaldo à uma corrida. Para eles correrem, eles pediram ajuda ao professor de carpintaria da escola Jackson One-Eyed. Presente de maluco: Kick é convidada para a festa de aniversário de Jackie maluco, no meio de um golpe, a fim de chutar decide se livrar de seu para sempre. Kick faz um acordo com Brad, que promete ajudar a encontrar um presente para o aniversário de Jackie. Quando Kick vê que ele é o único convidado em sua festa, ele decide jogar o seu partido o mais incrível de sempre. Artistas convidados: Simon Helberg como Ronaldo e Adam Corolla como Jackson One-Eyed. | |                         |                         |
| 14–14 | "Sem Identidade / Wade contra o sistema" "Exposed! / Wade Against The Machine"                           | 13 de fevereiro de 2010 | 20 de junho de 2010     |
| Exposto! Kick perde o capacete, e ele decide sair se tornar um audacioso. Wade contra o sistema: Quando Wade é promovido no Food 'N Fix, Kick e Gunther tentam despromover, para que possam ser melhores amigos novamente. Mas suas tentativas de obter Wade rebaixado apenas fazê-lo promovido ainda mais. | |                         |                         |
| 15–15 | "As manobras mais perigosas / Kyle, O Retorno" "Things That Make You Go Boom! / Kyle Be Back"            | 22 de agosto de 2010    | 26 de junho de 2010     |
| As manobras mais perigosas: Kick e Brad batalham para ganhar uma viagem para o Havaí para o "Stunt That Ends All Stunts" com Boom McCondor. Kyle, o retorno: A visita do primo chato de Kick, o Kyle, atrapalha Kick a treinar para uma importante competição de dublês. Então, Kick e Gunther fazem de tudo para despachar Kyle de volta. Artistas convidados: Tom Kenny como Kyle, Brian Van Holt como Boom McCondor e Leigh-Allyn Baker como a mãe de Kyle. | |                         |                         |
| 16–16 | "Ranking dos Incríveis / Dia das Mães muito Buttowski" "Rank of Awesome / A Very Buttowski Mother's Day" | 13 de fevereiro de 2010 | 21 de fevereiro de 2011 |
| Ranking dos Incríveis: Gunther mostra Kick um site onde os utilizadores classificam os vídeos mais impressionantes. Então Kick faz um monte de acrobacias de estar na posição superior. Dia das Mães muito Buttowski: Kick e Brad competem um contra o outro para fazer um pequeno almoço do Dia das Mães com ovos, bacon e suco de laranja para sua mãe. Nota: Este episódio foi exibido dia 24 de Setembro de 2010 no Disney XD (América Latina). | |                         |                         |
| 17–17 | "Inimigos para sempre! / Boletim da Demolição" "Abandon Friendship! / Braking the Grade"                 | 13 de fevereiro de 2010 | 22 de fevereiro de 2011 |
| Inimigos para sempre! Kick e Gunther buscam novos melhores amigos quando eles temem que sua amizade está acabando, é porque suas famílias discutiram sobre acrobacias de Kick. Boletim da demolição: Kick tenta esconder seu boletim de seu pai o tempo suficiente para assistir a um derby de demolição. | |                         |                         |
| 18–18 | "Dançando Com o Inimigo / Contos de uma Dedo-duro" "Dancing with the Enemy / Tattler's Tale"             | 13 de fevereiro de 2010 | 23 de fevereiro de 2011 |
| Dançando com o Inimigo: As aulas de educação física são substituídas por aulas de dança. Kick e Kendall devem formar uma dupla, mas não querem saber de dançar um com o outro, no entanto, acabam dançando juntos para não serem reprovados e para ganharem a competição de dança. Contos de uma Tagarela: Kick e Brad vivem brigando, mas quando a mãe deles chega em casa, tudo sempre parecia normal, até que ela começa a descobrir tudo de errado que faziam enquanto ela estava ausente. Então eles descobrem que era a Senhora Ticarelli era que os dedurava e conseguem arrumar um jeito de impedí-la. | |                         |                         |
| 19–19 | "Leis Da Ciência / Festa Do Sorvete" "Morning Rush / A Fist Full of Ice Cream"                           | 13 de fevereiro de 2010 | 24 de fevereiro de 2011 |
| Leis da ciência: A desculpa de "cachorro comeu meu dever de casa" de Kick não é mais válida e deve completar 2 meses de lição de casa em uma única noite. Agora, ele deve fazer dois meses de perguntas sobre o dever de casa em menos de 6 minutos, ou ele irá reprovar a classe. Festa do sorvete:Kick tem que salvar o aniversário de seu pai quando o caminhão de sorvete quebra. Nota: Este foi exibido pela primeira vez na Verizon FiOS sob demanda.. | |                         |                         |
| 20–20 | "Armação / E... Ação!" "Frame Story / And... Action!"                                                    | 25 de novembro de 2010  | 25 de fevereiro de 2011 |
| Armação: O diretor ameaça expulsar Kick se ele puxar mais um dublê dentro da escola, mas ele descobriu que alguém fez a proeza e ele foi enquadrado. Nota: Kendall e Ronaldo também apareceram no episódio. E... Ação:Kick apaixona-se duas vezes por uma dublê chamada Scarlett Rosetti. Depois de fazer seu popular show de TV favorito de Brianna que estava prestes a ser cancelado, e Kick tem que encontrar uma maneira de começar o show de volta. Artistas convidados: Henry Winkler como o diretor, Tiffany Thornton como Teena Às vezes e Alyssa Milano como Scarlett Rosetti. | |                         |                         |

## Temporada 2: (2011-2012)
| Episódio (série) / Episódio (temp.) | Título | Exibição original     | Exibição no Brasil   |
| --- | --- | --------------------- | -------------------- |
| 21–1 | "Dinheiro é Grama / O Amor Fede!" "Mow Money / Love Stinks!"                                                     | 30 de Abril de 2011   | 3 de junho de 2011   |
| Dinheiro é Grama: Kick e Gunther disputam o último bilhete para ver o seu herói, Rock Callahan, ao vivo no palco. O Amor Fede! Quando Brad arruma uma namorada nova Kick fica irritando Brad de sua nova personalidade agradável, mas logo descobre que ela está apenas usando-o para virar uma líder de torcida. | |                       |                      |
| 22–2 | "Genes do Kick / As Roupas Chamam" "Kickin' Genes / Clothes Call"                                                | 7 de Maio de 2011     | 7 de junho de 2011   |
| Genes do Kick: Kick e Gunther descobrem que a mãe de Kick já foi uma aventureira e corredora de barcos chamada "Honey Splash". Roupas de Call: A mãe do Kick leva-o para o shopping, com o destino de comprar um terno para ele, para eles poderem ir ao casamento da tia Sally. | |                       |                      |
| 23–3 | "Limpeza Extrema / De Pé e Entregando" "Clean... to the Extreme / Stand and Delivery"                            | 14 de Maio de 2011    | 14 de junho de 2011  |
| Limpeza Extrema: Quando Kick acidentalmente quebra a tabela de Pebolim premiada do pai de Gunther, ele deve completar uma série de favores para substituí-la antes que o pai Gunther chega em casa. De Pé e Entregando: Kick assume os serviços de entrega em Battlesnax. Mas quando um inimigo sem rosto, conhecido como 'Obscuro' ameaça destruir registro pontapé de entrega perfeito, Kick deve defender o Pestiscos de Batalha garantia de entrega e entrega de alimentos em 29 minutos ou menos. Nota: Kendall e Ronaldo apareceram neste episódio.                            | |                       |                      |
| 24–4 | "Mudando as Marchas / Banido da Garagem" "Switching Gears / Garage Banned"                                       | 21 de Maio de 2011    | 21 de junho de 2011  |
| Mudando as Marchas: Kick entra no rodeio de BMX para vencer um de seus arqui-inimigos, Gordon Gibble. Banido da Garagem: Kick forma uma banda para vencer o concurso da Batalha das Bandas para recuperar sua garagem do Brad. | |                       |                      |
| 25–5 | "Jogo da Verdade, Parte 1 / Jogos da Verdade, Parte 2" "Truth or Daredevil, Part 1 / Truth or Daredevil, Part 2" | 19 de Junho de 2011   | 2 de junho de 2011   |
| Kick descobre que o seu avô já foi um espião militar. Nota: Este episódio dura 22 minutos inteiramente. | |                       |                      |
| 26–6 | "De Cara No Chão! / Vendido!" "Faceplant! / Sold!"                                                               | 25 de Junho de 2011   | 9 de julho de 2011   |
| De Cara No Chão!: Kick faz de tudo para vencer o Game Show "De Cara No Chão!", que parece impossível de vencer. Vendido!: Kick se vende para a Jackie para conseguir dinheiro para comprar um novo relógio viking para o Gunther, que ele acidentalmente quebrou em uma de suas manobras. | |                       |                      |
| 27–7 | "Atrapalhado em Dobro / Kick bem na foto" "Stumped Again / Kick Stays in the Picture"                            | 9 de julho de 2011    | 16 de julho de 2011  |
| Atrapalhado em Dobro: Kick precisa ajudar Gunther no Flipvorgenyoost para seu treinamento Viking e estar com Billy Stumps. Kick Bem na Foto: Kick descobre que a loja Skidzeez vai organizar um evento de criança radical e precisa conseguir um jeito de ter a foto mais radical | |                       |                      |
| 28–8 | "De Mãos Dadas / Luigi Vendetta!" "Hand in Hand / Luigi Vendetta"                                                | 25 de Junho de 2011   | 23 de julho de 2011  |
| De Mãos Dadas: Kick e Kendall ficam presos um ao outro por causa da seiva da caverna que colou suas mãos, agora eles terão que enfrentar obstáculos para desgrudar as mãos sem que ninguém os veja, e antes do aniversário do Ronaldo. Nota:Este foi primeiro episódio que o tradutor mudou Luigi Vendetta: Brad sempre fica importunando Kick só por ser o irmão mais novo, cansado, Kick resolveu tomar uma decisão e chamar Luigi Vendetta para resolver isso. | |                       |                      |
| 29–9 | "Confusão na Piscina / Morando com Wade" "Pool Daze / Live-in-Wade"                                              | 25 de julho de 2011   | 28 de junho de 2011  |
| Confusão na Piscina: Kick e seus amigos são proibidos de frequentar a piscina grande e fazem de tudo para mergulhar nela. Morando com Wade: Wade fica sem casa e Kick convida ele para ser seu colega de quarto, mas percebe, que Wade é um companheiro terrível. | |                       |                      |
| 30–10 | "Kick ou Travessuras / A Montanha-Russa do Homem Morto" "Kick or Treat / Dead Man's Rollercoaster"               | 7 de maio de 2011     | 30 de julho de 2011  |
| Kick ou Travessuras: No Halloween, Kick e Gunther vão pedir doces na mansão Van der Morte, pois Kendall acha que são medrosos de mais. A Montanha Russa do Homem-Morto: Kick e Gunther são deixados para trás e encontram um parque de diversões abandonado. | |                       |                      |
| 31–11 | "Kyle Dois Ponto Zero/ De Kart para Kart" "Kyle 2.0 / Kart to Kart"                                              | 6 de agosto de 2011   | 15 de março de 2012  |
| Kyle Dois Ponto Zero: Kick tenta ganhar ingressos para o Motocross e tudo se complica quando Kick pede para ele esqueça ele até a hora do show. De Kart para Kart: Kick e Gordon vão competir de novo em uma corrida, o vencedor, toma posse da pista de kart novamente. | |                       |                      |
| 32–12 | "É Brad na Parada / A Festa do Pijama" "You've Been Brad'd / Sleepover"                                          | 6 de agosto de 2011   | 22 de março de 2012  |
| É Brad na Parada: Brad cria um show de pegadinhas on-line para humilhar Kick sem que ele chegue a Skidzeez sem tocar o chão. A Festa do Pijama: Kick e Gunther precisam assistir um programa do Rock Callahan em Pitsburg mas Brianna e suas amigas estão assistindo Teena às Vezes. | |                       |                      |
| 33–13 | "Bom nos Esportes / De Castigo" "Gym Dandy / Detained"                                                           | 6 de agosto de 2011   | 29 de março de 2012  |
| Bom nos Esportes: Queimada é proibido na escola e o treinador sugere que ele faça outro esporte. De Castigo: O Diretor da escola chama a Sra. Chicarelli para controlar Kick mas acaba controlando todos os alunos. | |                       |                      |
| 34–14 | "O Quarto do Brad/Cara, Cadê o meu Wade" "Yha"                                                                   | 6 de agosto de 2011   | 13 de agosto de 2012 |
| O Quarto do Brad: Kick e Brad ficam brigando e acaba destruindo o quarto do Kick. Kick decisidiu ir ficar do quarto do Brad Certo, Onde está o Wade: Kick e Gunther entraram e o Wade sumiu, o inspetor vai fechar o Comida e Conceito. Kick e Gunther procuram o Wade antes que o inspetor feche o Comida e Conceito. | |                       |                      |
| 35–15 | "Pacto de Irmã/Shhh!" "Sister Pact/Shh!"                                                                         | 6 de agosto de 2011   | 14 de agosto de 2012 |
| Pacto da Irmã:Kick tenta ajudar sua irmã entrar no clube de prestígio "Poise Posse" depois de ter arruinado as chances de sua irmã de entrada às audições do clube no ano passado. Silêncio: Kick deve pesquisar sobre uma estranha criatura chamada Nuslett dado a ele para fazer um trabalho escolar, mas ele precisa de um livro para pesquisar sobre ela, e o único lugar que ele poderia ir seria a Biblioteca, onde existe uma Bibliotecária maluca. Nota: Bibliotecaria e Steve apareceu neste episódio.                                                                      | |                       |                      |
| 36–16 | "Natal com o Primo Kyle/Problema com a neve"                                                                     | 8 de dezembro de 2011 | 15 de agosto de 2012 |
| Um Natal com o Primo Kyle: Kick compra o marionete para dar o Kyle de natal. Problema na neve:Enquanto a Família Buttowski está em férias para uma cabana nas montanhas, Kick acidentalmente provoca uma avalanche que aprisiona a sua família em uma cabine quebrada para baixo onde estavam. Agora ele precisa encontrar uma maneira de salvar sua família da febre da cabine. Nota: Este foi lançado em 8 de Dezembro de 2012, mas, nesse episódio no Disney XD Brasil foi lançado em 15 de Agosto de 2012.                                                                       | |                       |                      |
| 37–17 | "O Rio Dorminhoco Selvagem/O Poder do Teatro"                                                                    | 21 de janeiro de 2012 | 16 de agosto de 2012 |
| Acertar!: Kick relutantemente concorda em ir em um "rio dorminhoco" passeio parque aquático com Gunther. Quando adormece Gunther, Kick decide tomar um desvio não autorizado em uma tentativa de encontrar a aventura, mas fica mais do que ele esperava. Poder de Jogar: Kick tem que proteger do perigo do Ronaldo antes que o Kick é romeu de romeu e julieta (quando acontecer do Ronaldo) | |                       |                      |
| 38–18 | "Toma que o cão é teu/Amor entre irmãos" "K-Nein/Bromance"                                                       | 6 de janeiro de 2012  | 17 de Agosto de 2012 |
| Não: Depois de uma cadela chamada Jazzy salvar Kick, eles viram melhores amigos, mas ela machuchou a pata salvando a vida dele, e Gunther tenta á recuperar, e Jazzy, começa a salvar a vida de Kick. Irmance: Abril concorda em ir a um encontro com ele quando ela pensa que ele é um irmão mais velho agradável para o Kick. Para convencer Kick para ir à data e fingir que os dois se dão bem, Brad promete Kick seu Cartão de Acesso de Ouro para ver o novo filme de Rock Callahan. No entanto, a data fica complicada quando April tem mais divertido sair com Kick de Brad. | |                       |                      |
| 39–19 | "O grande herói" "Bwar and peace"                                                                                | 7 de abril de 2012    | 17 de Agosto de 2012 |
| O grande heroi: Em uma viagem ao velho país com o Kick e sua família, Kick é selecionado para fazer uma encenação Viking sobre Gunther. Após umas encenações feitas pelo Kick, ele tenta fazer com que o Gunther faça a encenação. Depois de um pequeno acidente, Gunther é confundido com um antigo guerreiro viking e é saudado como um heroi e uma celebridade, o que faz Gunther decidir não deixar o velho país. Kick faz de tudo para salvar sua amizade com o Gunther. Nota:Este episódio dura 22 minutos inteiramente.                                                       | |                       |                      |